# Pringsurat (Pringsurat)
Pringsurat is een bestuurslaag in het regentschap Temanggung van de provincie Midden-Java, Indonesië. Pringsurat telt 2155 inwoners (volkstelling 2010).